# Roxana
Roxana – wieś w Stanach Zjednoczonych, w stanie Illinois, w hrabstwie Madison.